# Немига
Немига или Њамига (блр. Няміга; рус. Немига) малена је река која протиче централним деловима града Минска у Републици Белорусији. Десна је притока реке Свислач и део басена реке Дњепар и Црног мора.
Укупна дужина водотока је свега 4,5 km. Пре ушћа у Свислач река се рачва у два рукавца који обилазе некадашњи Миншки замак.
Име реке Немиге везано је за први писани помен о граду Минску пошто се у Повести минулих лета описује бита на Немиги између полоцког књаза Всеслава Брјачиславича и синова кијевског књаза Јарослава Мудрог 1067. године.
До почетка 19. века река је била готово потпуно пресушила, а њено суво корито локално становништво је користило као улицу која је носила назив Немигшка. Остаци корита у којима је повремено било воде били су прекривени дрвеним гредама. Почетком прошлог века речно корито Немиге је у потпуности санирано, његово дно и стране су бетонирани, а саграђен је и колектор у који је прикупљан вишак воде који се појављивао током пролећњег и јесењег поводња.
Хаварија која је избила на колектору Немиге 30. маја 1999. године довела је до изливања великих количина воде у ходнике оближње метро станице Немига што је узроковало смрт 53 особе, док је њих 196 било тешко повређено.